# Remecioara, Maramureș
Remecioara este un sat în comuna Remetea Chioarului din județul Maramureș, Transilvania, România.

## Istoric
Prima atestare documentară: 1956 (Remecioara). 

## Etimologie
Etimologia numelui localității: Din Remeți (din Remete(a) < magh. remete „pustnic, sihastru, călugăr” + -i, din desinența de plural masculin) + suf. -ioara. 

## Monument istoric
- Biserica de lemn „Nașterea Preacuratei” (sec. XIX).